# Kwik-E-Mart
Vous lisez un « bon article » labellisé en 2009.
Pour les commerces britanniques, voir Kwik Save.
Kwik-E-Mart est une chaîne fictive d'épiceries de la série télévisée d'animation Les Simpson.
C'est une parodie des chaînes d'épiceries américaines, telles que 7-Eleven et Circle K, le nom même du magasin parodiant la chaîne de supermarchés Walmart, qui met en scène nombre de leurs stéréotypes. Kwik-E Mart est connu pour ses prix élevés et pour la faible qualité de ses produits. Le gérant de la succursale de Springfield, ville fictive où se déroule l'action des Simpson, est un Indien, Apu Nahasapeemapetilon. L'épicerie est apparue pour la première fois au cours de l'épisode Bart a perdu la tête (8e épisode de la 1re saison) et fait, depuis, partie des lieux récurrents de la série.
En juillet 2007, onze magasins 7-Eleven situés aux États-Unis et au Canada ont été transformés en Kwik-E-Marts dans le cadre de la promotion du film centré sur la série. Pendant une durée limitée, 7-Eleven proposait également des produits sur le thème des Simpson dans de nombreux magasins, dont des Squishees, du Buzz Cola, des donuts (beignets) ou des céréales Krusty-O's. Également en 2007, des boutiques de souvenir reprenant le thème de la chaîne Kwik-E-Mart ont ouvert dans les parcs d'attraction Universal Studios Florida et Universal Studios Hollywood, aux côtés de l'attraction The Simpsons Ride.

## Rôle dansLes Simpson
Le Kwik-E-Mart est une supérette qui vend ses produits à des prix extraordinairement élevés, dont les Squishees. La chaîne Kwik-E-Mart a débuté quelque part en Himalaya, où le tout premier magasin demeure au sommet d'une haute montagne, ce qui en fait un endroit assez difficile d'accès et peu fréquenté. Les visiteurs et les pèlerins courageux sont autorisés à poser seulement trois questions au gourou qui dirige l'épicerie.
Le propriétaire et gérant du Kwik-E-Mart de Springfield (Mini-marché Kwik-E-Mart dans la version française, le nom original est conservé dans la version québécoise) est un Indo-américain, Apu Nahasapeemapetilon, qui tient l'épicerie avec son frère Sanjay, et qui est une caricature du stéréotype de l'épicier né à l'étranger. Apu est un vendeur extrêmement dévoué, ne fermant que rarement son magasin, et travaillant parfois jusqu'à 96 heures d'affilée. Il ne fait pas très attention à sa femme Manjula et à ses huit enfants afin de pouvoir rester au magasin le plus possible, et se montre souvent hésitant à l'idée de laisser l'épicerie à la charge de son frère. Apu est très fier de son épicerie ; il escroque fréquemment ses clients et va même jusqu'à vendre des produits dépassés, comme de la viande avariée ou du lait périmé,. Dans l'épisode Le Blues d'Apu, Apu est pris en train de vendre de la nourriture périmée à un client régulier, Homer Simpson, par un programme d'investigation présenté par Kent Brockman. En conséquence, il est congédié et remplacé par James Woods, qui souhaitait examiner le métier de gérant d'épicerie pour un rôle dans un film à venir. Apu est réembauché quelque temps après, après avoir déjoué une tentative de vol au Kwik-E-Mart et avoir sauvé la vie de James Woods. Le Kwik-E-Mart de Springfield est régulièrement la cible de voleurs, lesquels ont tiré sur Apu à plusieurs reprises. Le Kwik-E-Mart est une des cibles favorites du criminel local Le Serpent (Snake dans la version québécoise), qui a braqué le magasin plusieurs fois,.

## Versions réelles

### Promotion 7-Eleven
En juillet 2007, la chaîne de magasins 7-Eleven a transformé onze de ses magasins aux États-Unis et un au Canada en Kwik-E-Marts, dans le cadre de la promotion du film centré sur la série. L'idée a émergé en 2006 au sein de l'agence publicitaire du réseau Fox, et le coût de la promotion, s'élevant à 10 millions de dollars américains, a été pris en charge par 7-Eleven. Un concours a également été organisé pour la promotion du film, où les clients de 7-Eleven qui achetaient des sandwichs ou des slurpees recevaient un code de jeu, qui pouvait être entré sur un site web. Le gagnant de ce concours recevait l'occasion de faire partie de l'animation d'un épisode des Simpson. La transformation de plusieurs magasins 7-Eleven en Kwik-E-Marts était connue bien avant le mois de juillet, mais la localisation des magasins concernés était restée secrète jusqu'au matin du 1er juillet. Les magasins revêtaient l'apparence du Kwik-E-Mart de la série, jusqu'à son logo. Les 7-Eleven transformés étaient situés à Blandensburg, Burbank, Chicago, Dallas, Denver, Henderson, Los Angeles, Mountain View, New York, Orlando, Seattle et Vancouver.
Ces douze magasins, tout comme la majorité des autres 7-Eleven situés en Amérique du Nord, vendaient des produits apparaissant dans la série animée, dont des Squishees, du Buzz Cola, des donuts ou des céréales Krusty-O's. Les Squishees étaient des Slurpees, vendus dans des gobelets de collection et les Krusty-O's avaient été produites par la société Malt-O-Meal. D'autres articles de 7-Eleven, comme des sandwichs, étaient vendus dans un emballage aux couleurs des Simpson. Les magasins vendaient également un numéro spécial de Radioactive Man (L'Homme radioactif dans la version québécoise). Il a été décidé que la bière présente dans la série, la Duff, ne soit pas commercialisée en raison de la classification du film (PG-13) et car les promoteurs du film souhaitaient « faire quelque chose de plaisant, mais de responsable », bien qu'ils aient précisé que cela n'avait pas été une décision facile. Cependant, une boisson énergisante Duff est sortie, en remplacement de la bière Duff.
Les 7-Eleven convertis en Kwik-E-Marts ont vu leur chiffre d'affaires grimper de 30 %, et sont restés sous la forme de Kwik-E-Marts jusqu'à début août, date à laquelle ils ont été retransformés en 7-Eleven. Une grande partie des magasins ont épuisé leurs produits tirés de la série seulement quelques jours après le début de la promotion.
Une légère polémique a éclaté en raison du personnage d'Apu, que la communauté indo-américaine trouvait être une caricature trop marquée des stéréotypes négatifs liés à cette communauté. Malgré cela, 7-Eleven a signalé que bon nombre de ses employés indiens ont réagi positivement à l'idée de transformation des magasins, bien qu'il ait été remarqué qu'elle n'a pas soulevé « 100 % d'approbation ».

### Universal Studios

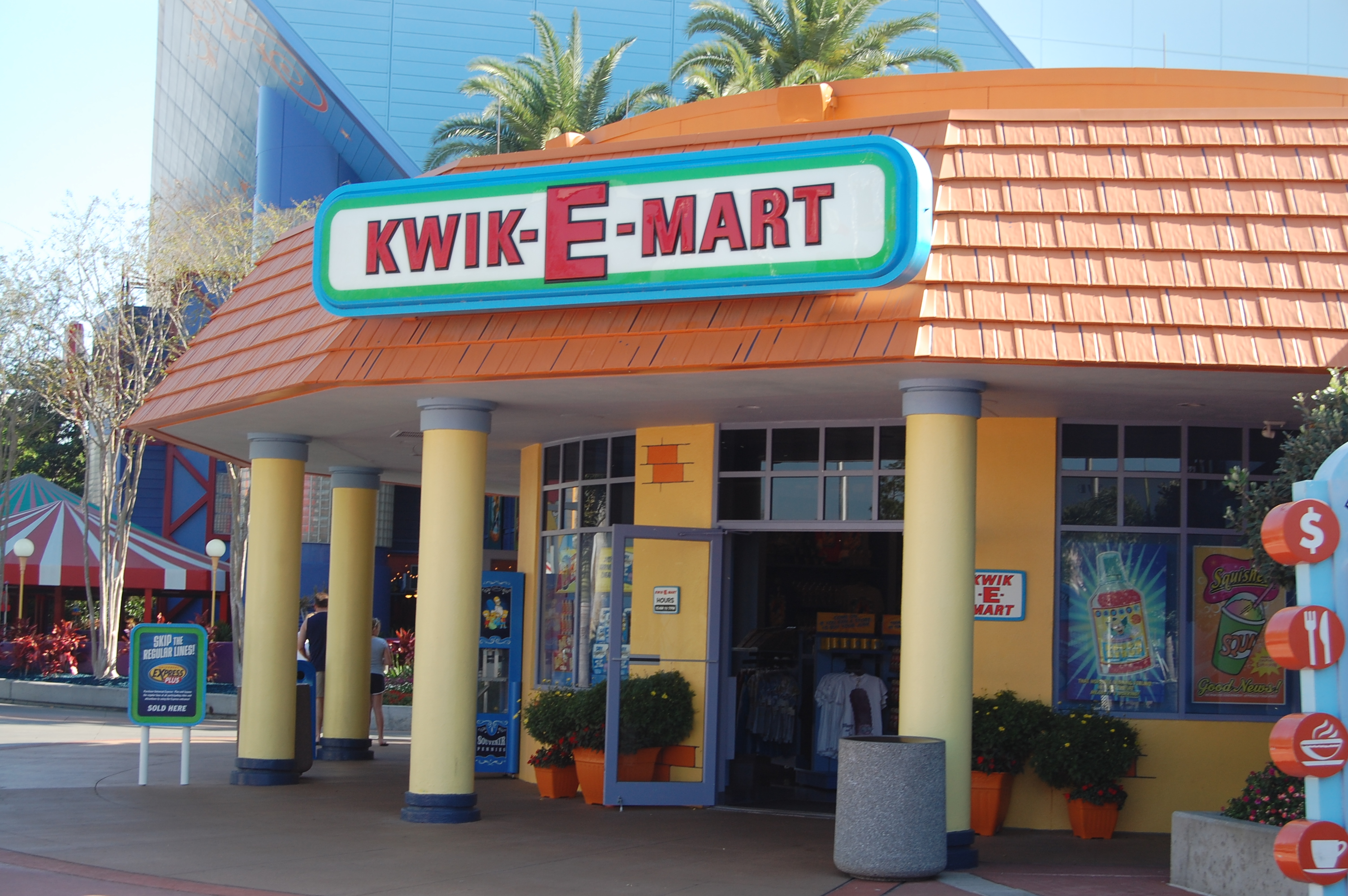
Le Kwik-E-Mart situé à Universal Studios Florida.

Le 17 octobre 2007, une boutique de cadeaux façonnée d'après les Kwik-E-Marts a ouvert ses portes à Universal Studios Florida. Une autre a également ouvert à Universal Studios Hollywood quelque temps plus tard. Elles ont remplacé les anciennes boutiques de cadeaux dédiées à Retour vers le futur et se tiennent aux côtés de l'attraction The Simpsons Ride, qui a ouvert au printemps 2008. Ces magasins vendent des produits en rapport avec l'univers des Simpson, comme des Squishees, de la bière Duff ou des boissons énergisantes de Moe.